# João Irineu Joffily
João Irineu Joffily (* 24. Mai 1878 in Campina Grande, Brasilien; † 25. April 1950) war Erzbischof von Belém do Pará.

## Leben
João Irineu Joffily empfing am 17. Februar 1901 das Sakrament der Priesterweihe.
Am 18. August 1914 ernannte ihn Papst Pius X. zum Titularbischof von Sufetula und zum Koadjutorbischof von Olinda. Der Erzbischof von Olinda, Luís Raimundo da Silva Brito, spendete ihm am 13. Juni 1915 die Bischofsweihe; Mitkonsekratoren waren der Erzbischof von Belém do Pará, Santino Maria da Silva Coutinho, und der Bischof von Cajazeiras, Moisés Sizenando Coelho.
Papst Benedikt XV. bestellte ihn am 4. Mai 1916 zum Bischof von Amazonas. Die Amtseinführung fand am 15. Oktober desselben Jahres statt. Am 27. März 1924 ernannte ihn Papst Pius XI. zum Erzbischof von Belém do Pará. Die Amtseinführung erfolgte am 23. Januar 1925.
Am 1. Mai 1931 nahm Pius XI. das von João Irineu Joffily vorgebrachte Rücktrittsgesuch an und ernannte ihn zum Titularerzbischof von Anasartha.